# Mariä Himmelfahrt (Mögling)

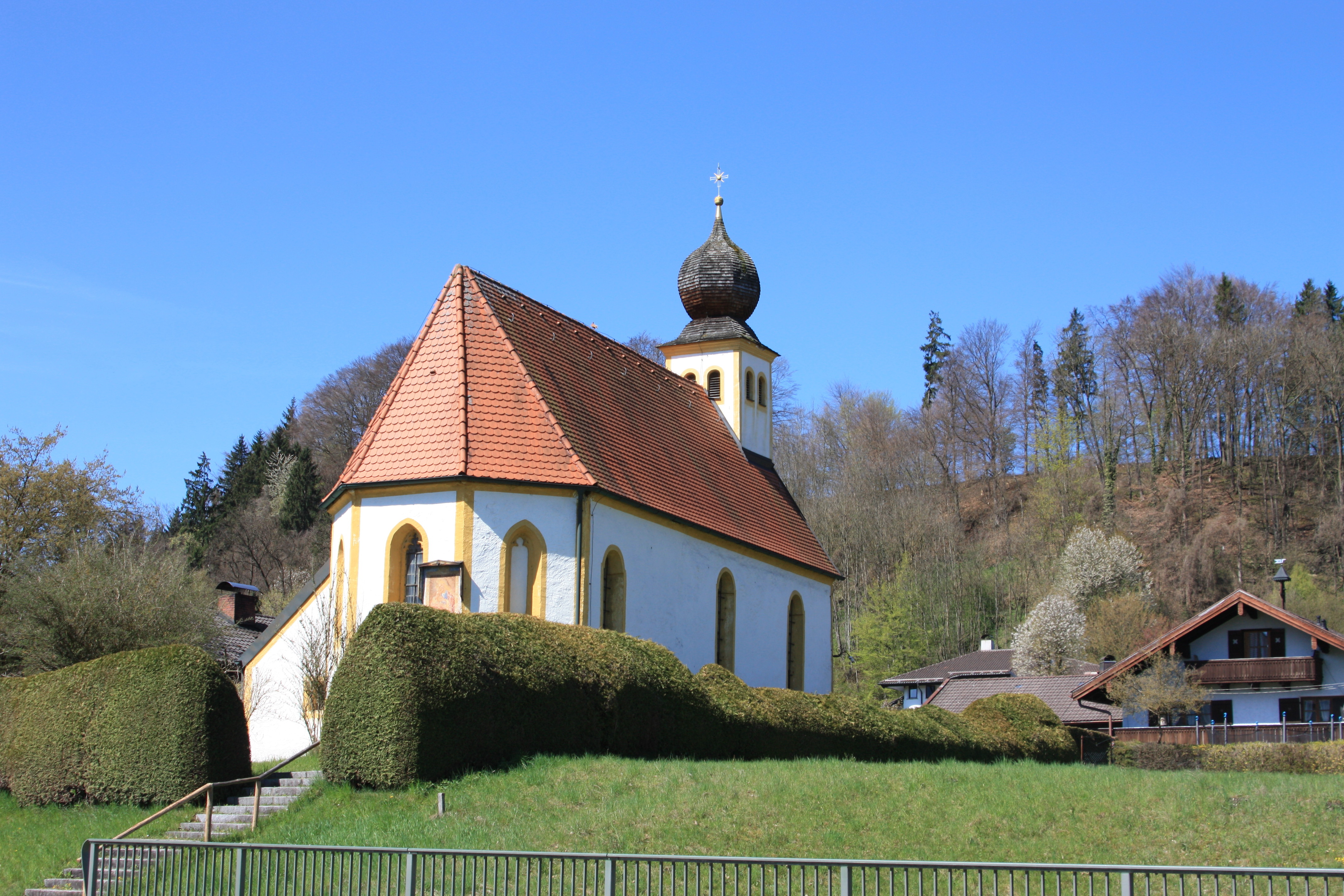
Mariä Himmelfahrt in Mögling

Die römisch-katholische Filialkirche Mariä Himmelfahrt steht in Mögling, einem Stadtteil von Trostberg im oberbayerischen Landkreis Traunstein. Sie ist in der Liste der Baudenkmäler in Trostberg unter der Nr. D-1-89-157-123 eingetragen. Die Kirche gehört zum Dekanat Traunstein im Erzbistum München und Freising.

## Beschreibung
Die gotische Saalkirche wurde um 1445 anstelle einer Vorgängerin erbaut. Sie besteht aus dem 1757/58 von Franz Alois Mayr barock umgestalteten Langhaus zu zwei Jochen, dem noch vom Vorgängerbau stammenden dreiseitig geschlossenen Chor im Osten und der Sakristei an der Südwand des Chors. Auf dem Satteldach des Langhauses erhebt sich im Westen ein quadratischer, mit einer Zwiebelhaube bedeckter Dachreiter, in dem der Glockenstuhl eingebaut ist.
Der Innenraum des Langhauses ist mit einem Stichkappengewölbe überspannt, der der Sakristei mit einem Kreuzgratgewölbe. Das Fresko im Langhaus mit einer Darstellung der Himmelfahrt Mariens stammt von Joseph Hartmann. Im Chor ist die Mariä Geburt auf dem Fresko zu sehen. Der Hochaltar wird von den Skulpturen des Bernhard von Clairvaux und des Apostel Andreas flankiert, die Johann Georg Kapfer zugeschrieben werden.